# Казачье кладбище Александро-Невской лавры
Каза́чье кла́дбище (другие названия — Коммунисти́ческая площа́дка, Вну́треннее кла́дбище Алекса́ндро-Не́вской ла́вры) — историческое кладбище, находящееся в центральной части Санкт-Петербурга, внутри архитектурного ансамбля Свято-Троицкой Александро-Невской лавры.

## История
Ранее на месте Казачьего кладбища Александро-Невской лавры существовал партерный сад, который отделял Троицкий собор от Митрополичьего дома.
Самые первые захоронения на этом месте относятся к июлю 1917 года, когда перед папертью Троицкого собора были погребены казаки, погибшие при разгоне большевистской демонстрации. Из-за этого образовавшееся кладбище первое время именовалось Казачьим.
Официальной датой создания Казачьего кладбища считался декабрь 1919 года: тогда появились захоронения писательницы А. М. Дмитревской, секретаря Петрокоммуны С. М. Скрябина, а также братские могилы участников обороны Петрограда времён Гражданской войны. Позже, в 1921 году, появились братские захоронения жертв Кронштадтского мятежа.
В течение 1920—1930-х годов на кладбище были похоронены многие участники революционного движения (член ВЦИК А. Г. Зосимов), Гражданской войны, партфункционеры ВКП(б), чекисты, милиционеры. По этой причине появилось новое название кладбища — Коммунистическая площадка. В 1930-х годах кладбище приобрело статусный характер. Здесь были погребены видные учёные (Н. Я. Марр, Б. В. Легран, М. Я. Басов), организаторы промышленности (Л. Л. Гинтер), выдающиеся врачи (И. И. Греков, Г. А. Ивашенцов, С. П. Фёдоров, М. И. Аствацатуров), общественные деятели. После 1934 года количество захоронений стало уменьшаться, а в 1938 году они временно прекратились.
Вторая волна захоронений пришлась на годы Великой Отечественной войны. Тогда появилось большое количество могил участников битвы за Ленинград, как гражданских, так и военных (генералы А. И. Шмай, Б. О. Галстян, И. Ф. Николаев, А. Е. Федюнин, адмиралы В. П. Дрозд, Н. И. Зуйков, Ю. Ф. Ралль, Герои Советского Союза Н. А. Козлов, П. А. Пилютов, М. Н. Плоткин).
Захоронения на Коммунистической площадке продолжались и в послевоенные десятилетия. Последнее погребение в гробу произошло в 1970 году, в дальнейшем имели место только подхоронения урн с прахом (в том числе бесконтрольные).
Надгробия кладбища отличаются существенным архитектурным разнообразием. Исследователи выделяют до 19 видов этих сооружений, в том числе обелиски, столпы, саркофаги, кресты, стелы, портик, бюст и т. д.
В 2005 году на кладбище был открыт памятник «Торжество православия», воздвигнутый в память всех пострадавших за православную веру — духовенству и мирянам. Монумент представляет собой большой новгородский крест, выполненный по проекту Э. Соловьёвой.
К концу XX века на кладбище сохранилось 449 захоронений, общее же количество погребённых здесь оценивается приблизительно в 700 человек. Число похороненных здесь членов ВКП(б) — КПСС составляет не более 200; помимо атеистических захоронений, на кладбище лавры есть 28 могил с христианскими крестами. В 2009 году кладбищу возвращено название Казачьего. В сентябре того же года началась реконструкция Казачьего кладбища Александро-Невской Лавры. Ведутся работы по благоустройству территории, мощению дорожек.

## Похороненные на Казачьем кладбище
см. Похороненные на Казачьем кладбище Александро-Невской лавры